# 爵迹 (电影)
《爵迹》（英語：L.O.R.D: Legend of Ravaging Dynasties;CRI ICAL），共2集，是郭敬明执导的一部大型动作捕捉玄幻动作3D动画电影，改编自郭敬明的同名小说，由范冰冰、吳亦凡、楊冪、郭采潔、陳學冬、陳偉霆、李治廷、王源、林允、汪铎、严屹宽、郭敬明联合主演。该片讲述了一群被称作“王爵”、“使徒”的人为捍卫荣誉，争夺权力而发生的故事。中国于2016年9月30日上映。 此片也于2022年12月在Netflix上架播放。

## 劇情
传说中的神话奥汀大陆分为水、风、火、地四个国家，每个国家都有精通魂术的人，其中最厉害的七个被稱為王爵。而繼承他們的被稱為使徒。
水国普通男孩麒零(陳學冬飾)在一場魂術師的戰鬥內离奇地收服了蒼雪之牙。其後被七度王爵—銀塵(吳亦凡飾)收为使徒，在[魂塚]當中，結識了五度使徒—鬼山蓮泉(范冰冰飾)以及六度使徒—天束幽花(林允飾)。三人無意中闖入了[尤圖爾遺跡]，幸得三度王爵—漆拉(汪鐸飾)拯救。
另一方面，四度王爵—特蕾婭(郭采潔飾)受白銀祭司託付，帶領四度使徒—霓虹(李治廷飾)去協助二度王爵—幽冥(陳偉霆飾)以及二度使徒—神音(楊冪飾)去追殺五度王爵—鬼山縫魂(严屹宽飾)和一名神秘蒼白少年(王源飾)。而縫魂則來到[永生島]尋找六度王爵-西流爾。得知消息的蓮泉等人立刻前往[永生島]，當所有的王爵使徒全部聚集在一起的同時，水国隐藏的秘密也渐渐浮出水面。

## 角色
| 演員   | 角色       | 身份                      | 備註 | 天賦、魂器、魂獸 |
| 范冰冰 | 鬼山蓮泉   | 前五度使徒 五度兼六度王爵 | 雙身王爵，永生王爵 前任五度王爵的妹妹。长相俊美，个性坚强的少女，善良坚韧。因为血缘的影响，可以使用兄长的魂器和魂兽。拥有的魂兽是一只目光犀利、外形酷似神雕的“闇翅”，会骑乘在闇翅的背部于空中作战。 原堅忍善良的性格在兄長犧牲後誓為兄報仇而轉變且繼任五度王爵，同時因西流爾賜印兼任六度王爵，成為史上第一個雙身王爵 。 | 天賦:催眠並控制各種魂獸(五度王爵)，永生(六度王爵) 魂器:回生鎖鏈，巨劍(原是鬼山缝魂的魂器，其死后成為自身魂器) 魂兽:闇翅，海银(原是鬼山缝魂的魂兽，其死后成為自身魂兽) |
| 吳亦凡 | 銀塵       | 前一度使徒 七度王爵       | 因白銀祭司之命令而和前一度王爵遭追殺，在前一度王爵失去踪影後成為七度王爵。聽從白銀祭司指令後收麒零為使徒，和其有著其他王爵使徒沒有的革命友情。 | 天賦:無限魂器，四象极限(原一度使徒天赋，後被白银祭司封印) 魂器:因天賦原因導致擁有無限的魂器 魂獸:雪刺                                                                 |
| 陳偉霆 | 幽冥       | 二度王爵                  | 侵蝕者之一，殺戮王爵 冷血無情的外表下卻愛著特蕾婭。 | 天賦:主動進化(擅長吸收靈魂回路，依靠摧毀魂獸和魂術師的魂印，吸收對方並強大自己的靈魂回路) 魂器:死靈鏡面 魂獸:諸神黃昏(亞斯藍帝國上古四大魂獸之一)                     |
| 楊 冪  | 神音       | 二度使徒                  | 侵蝕者之一，殺戮使徒 美貌絕頂，出塵脫俗，容顏如玉，神秘空靈。性活潑善良，溫柔優雅的貴族少女，也是殘忍嗜血的殺手。曾與孪生連體姐姐作為侵蝕者生活在凝腥洞穴內，後被白銀祭司消除記憶後送去神氏家族並在最後成為使徒。正在寻找“永生王爵”的秘密，想要学会痊愈天赋，使得自己可以承受各种强力攻击，从而进一步完善自己的能力。   | 天賦:被動進化 魂器:束龍 魂獸:织夢者 |
| 汪 鐸  | 漆拉       | 上上任一度王爵 三度王爵   | 擁有比女性還要精緻美貌的王爵，其實是很好打交道的人，性格溫和，能力卓越，擁有如神一般高貴的氣質和寬厚待人的性格。 | 天賦:有控制时间和空间的极限能力，亦能製造棋子 魂器:铂金色细身长剑 魂獸:自由（亞斯蘭帝國上古四大魂獸之一                                                               |
| 郭采潔 | 特蕾婭     | 四度王爵                  | 侵蝕者之一 冷酷且性感，是亞斯藍帝國唯一的女爵。負責傳達白銀祭司的命令。得知白銀祭司的秘密卻不說出來，只是暗中告知幽冥。 | 天賦:魂力感知、精神浸染、牽引線，準確感知魂力，有時亦能通過魂力知曉對方之天賦。 魂器:女神的裙襬 魂獸:不明                                                             |
| 李治廷 | 霓虹       | 四度使徒                  | 侵蝕者之一 在速度，力量，重生，陣法，魂力，元素等各方面的實力都是頂峰造極。他不懂得人間的複雜道理，是一個只知道名字，擁有動物本能和赤子之心只會聽從王爵命令的原始人，卻在遇到神音後對其一見鍾情 | 天賦:無感 魂器:不明 魂獸:不明 |
| 严屹宽 | 鬼山缝魂   | 上任五度王爵              | 上任五度使徒鬼山蓮泉之兄，與妹妹感情相當之好，宠溺妹妹的温暖哥哥。有颇强的责任感，尽忠职守，一直被幽冥追杀也从未放弃使命。在目睹了白银祭司的死亡后，开始对幕后的一切产生了怀疑，因此决定出发前往雷恩海域，為妹妹犧牲自己，使其繼承王爵之位。                                                                            | 天賦:催眠並控制各種魂獸 魂器:巨劍(死後傳于鬼山蓮泉) 魂獸:海銀(死後傳于鬼山蓮泉)                                                                                       |
| 不明   | 西流爾     | 前任六度王爵              | 永生王爵 六度使徒天束幽花之父，與島融為一體，封印吉爾伽美什，後給鬼山蓮泉賜印而亡。 | 天賦:極限再生的能力，因此接近永生 魂器:不明 魂獸:不明 |
| 林 允  | 天束幽花   | 六度使徒                  | 永生使徒 上任六度王爵与上任六度使徒之女，在其母親生下自己後繼承了母親的迴路卻不完整，從小嬌生慣養養成目中無人的性格，在碰到麒零後對其產生好感。 | 天賦:身體復原能力。 魂器:冰弓 魂獸:不明 |
| 陈学冬 | 麒零       | 零度王爵                  | 七度使徒 单纯善良，长相俊美。从小生活在客栈做小二的麒零在一次魂術師的戰鬥中下意识的收伏了傳說中的魂兽—苍雪之牙。因為承受不住魂力而差點死去，受銀塵賜印成為其使徒才撿回一命。後來兩人命運發生了翻天覆地的變化，两人形影相随、彼此陪伴、生死與共。                                                                        | 天賦:無限魂器 魂器:風津 魂獸:蒼雪之牙 |
| 王源   | 蒼白少年   | 白銀祭司                  | 十二位白银祭司之一 魂力凌駕於所有王爵使徒之上。因良心未泯而逃出水晶門，期間遇見上任五度王爵與其使徒。到最後因離開水晶容器時間太久而化成了液體而亡。 | |
| 不 明  | 吉尔伽美什 | 前任一度王爵              | 取代了漆拉成為新代一度王爵。有著所有王爵使徒之魂力加起來也抵抗不過的強大魂力。共有三位分為天，地，海之使徒。銀塵是天之使徒。後來發現白銀祭司的秘密而被囚禁(因為他的能力已經凌駕於所有的王爵使徒，無法被摧毀) | 天賦:四象極限 魂器:審判之輪 魂獸：寬恕(上古四大魂獸之一) |
| 吳亦凡 | 修川地藏   | 現任一度王爵              | 一個沒有靈魂，被白銀祭司複製而生的王爵，有著銀塵的面容。對於白銀祭司絕對忠誠，類似殺人機器。專門研發出來用於屠殺的終極王爵。 | 天賦:窒息，瞬間吸取極大範圍內全部的黃金魂霧。 魂器:不明 魂獸:不明 |
| 郭敬明 | 雪刺       | 魂獸                      | 現任七度王爵的魂獸，高级水属性魂兽，外表为一只蝎子。对多数人都很冷漠，但非常喜欢银尘。 | |

## 電影歌曲
| 曲別   | 歌名     | 演唱者 | 作詞         | 作曲     | 備註 |
| 主題曲 | 灵犀一动 | 韩红   | 郭敬明、落落 | 梶浦由记 |      |
| 片尾曲 | 人间沙   | 陳學冬 | 郭敬明、落落 | 梶浦由记 |      |

## 評價
《爵迹》在首日上映后票房便立即呈现断崖式下跌，豆瓣评分也僅有3.8，與同期上映的大片《湄公河行动》、《从你的全世界路过》相比，票房、評價均居下風。
對於本片大部份的批評都集中在電影特效的品質，澎湃新聞報導：「從6月《爵跡》祭出第一支預告片開始， 『網頁遊戲級渣特效』的吐槽就彌漫網路，以至於如今宣傳越來越講究的物料發佈的《爵跡》，在那之後直到上映都沒有再發佈過其他版本的預告片。」北京日報評價：「擁有僵尸一樣的真人CG特效」、「號稱中國首部真人CG動畫電影，導演郭敬明更是表示自己光是特效就做了一年半，然而該片最終的特效呈現因為潦草粗糙，被觀眾評價為『僵尸』、『硅膠娃娃』、『真人蠟像』」
由於外界評價不佳，票房表現平平，導演郭敬明在2016年10月3日，《爵迹》上海發佈會現場激動表示：「是不是因为我叫郭敬明，所以做什么都是错的？是不是只有我死了，你们才不会骂《爵迹》？」